# District de Berat
Le district de Berat a une superficie de 915 km2 et compte 175 000 habitants, son territoire se situe en plein cœur de l'Albanie.
Il est enclavé entre les districts albanais de Kuçovë, Gramsh, Skrapar, Tepelenë, Mallakastër et Fier.
Le district dépend de la préfecture de Berat.

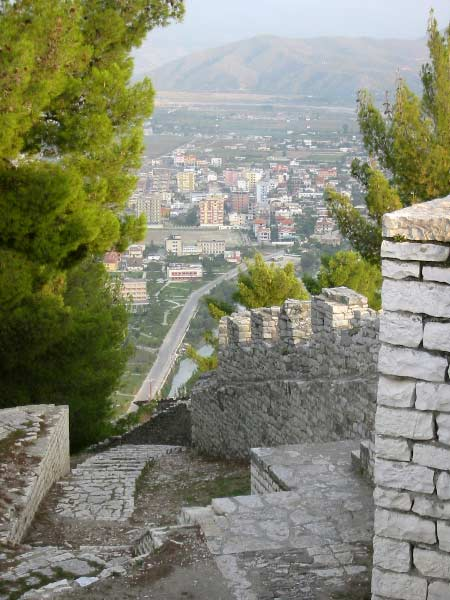
Vue depuis le château de Berat sur la vallée de la rivière Osum

## Municipalités
Le district est composé des municipalités suivantes :
- Berat
  - Otllak
  - Roschnik
  - Sinje
  - Velabisht